# Cal Marcet
El antiguo vapor de Cal Marcet (también conocido como Marcet SA, Vicens Planas o Puncernau) era una fábrica que se encontraba en el barrio de Gràcia de Sabadell .
Las primeras instalaciones industriales, situadas entre las calles de Jacint Verdaguer, Pau Claris y la carretera de Molins de Rei, fueron construidas en 1884, y se ubicaron procesos textiles de hilatura (de estambre), tisaje y pocos años más tarde, también de tintura . La estructura fabril se fue desarrollando hasta ocupar, a partir de 1916, las tres manzanas limitadas entre las calles de la Reina Leonor, Bodegas y la carretera de Molins de Rei.
En las instalaciones del vapor de Cal Marcet se ubicaron las siguientes empresas (ordenadas cronológicamente):
- Sociedad Marcet y Montllor (1884-1888)
- Sociedad Marcet, Montllor y Estartús (1888-1893)
- Sociedad Marcet i Font (1893-1894)
- Hijos de José Marcet (1910-1913)
- Marcito. Lanas regeneradas (1920-1923? )
- Vicente Planas (1923-1924?)
- Nieto de Vicente Planas. Tejidos de lana y estambre (1931?-1980? )

Desde su construcción, la fuerza motriz utilizada para mover la maquinaria fue el vapor. Ahora bien, en 1920, una vez la energía eléctrica ya había sustituido totalmente al vapor en la industria textil, a diferencia de otras instalaciones de la zona de características similares, Cal Marcet no abandonó su actividad, sino que siguió expandiéndose, tal y como lo demuestra el hecho de que se llevaran a cabo modificaciones arquitectónicas importantes después de esa fecha.
En los años 1943-44 empieza a construirse, al norte de la carretera de Molins de Rei (entre las actuales calles de Permanyer, Jacint Verdaguer y pasaje de Fraser Lawton), la fábrica Marcet, donde se haría todo el ciclo del tejido de lana para comercializarlo en buena parte del estado. Actualmente, este edificio aloja dependencias del Ayuntamiento .
En 1995 se derribó la manzana comprendida entre carretera de Molins de Rei, Reina Leonor y Pau Clarís, donde se construyeron viviendas, y tres años más tarde, la manzana entre la carretera de Molins de Rei, Mossèn Jacint Verdaguer y Cellers, donde se construyó un centro educativo, la escuela Teresa Claramunt .